# Војско (Водице)
Војско (словен. Vojsko) је насељено место у општини Водице, Средњесловенска регија, Словенија.

## Историја
До територијалне реорганизације у Словенији било је у саставу града Љубљане, односно стара општина Шишка.

## Становништво
У попису становништва из 2011. године, Војско је имало 137 становника.
| Број становника према пописима | Број становника према пописима | Број становника према пописима |
| ------------------------------ | ------------------------------ | ------------------------------ |
| 1991                           | 2002                           | 2011                           |
| 117                            | 134                            | 137                            |